# Mato Queimado
Mato Queimado is een gemeente in de Braziliaanse deelstaat Rio Grande do Sul. De gemeente telt 1.880 inwoners (schatting 2009).

## Aangrenzende gemeenten
De gemeente grenst aan Caibaté, Cerro Largo, Guarani das Missões en Rolador.